# Azenha de Paderne
A Azenha de Paderne, também conhecida como Moinho de Água de Paderne ou Azenha do Castelo de Paderne, é um monumento situado na Freguesia de Paderne do Município de Albufeira, no Distrito de Faro, em Portugal.

## História e descrição
Este engenho foi construído em data desconhecida, embora a estrutura possa ter sido originalmente instalada durante o período islâmico. Está situado junto ao Castelo de Paderne, e demonstra o sistema tradicional de moagem, utilizando o impulso da água. Na década de 2000, encontrava-se em bom estado de conservação, sendo nessa altura propriedade particular.